# Centro de Convenciones Puebla William O. Jenkins
El Centro de Convenciones Puebla William O. Jenkins se ubica en el centro histórico de la ciudad de Puebla de Zaragoza, capital del Estado de Puebla en México. Este proyecto urbanístico se sitúa en una zona de antiguas fábricas textiles, La Guía, La Esperanza, La Mascota y La Pastora, que colinda con un área de ruinas de estructuras coloniales. Para su creación se restauraron edificios de valor histórico y artístico, además de ser el único centro de convenciones en América que está en un centro histórico,   éste Centro histórico de Puebla está considerado "Patrimonio de la Humanidad".

## Historia
La restauración comenzó en el año de 1992, después de 6 años se inauguró en 1998 bajo el diseño de Javier Sordo Madaleno. Cuenta con una hectárea de espacio de jardines. En la estructura se puede apreciar el cuidado y esmero en los detalles que van desde la fusión de estilos arquitectónicos neoclásicos e industriales hasta los estilos modernistas.

## Datos generales

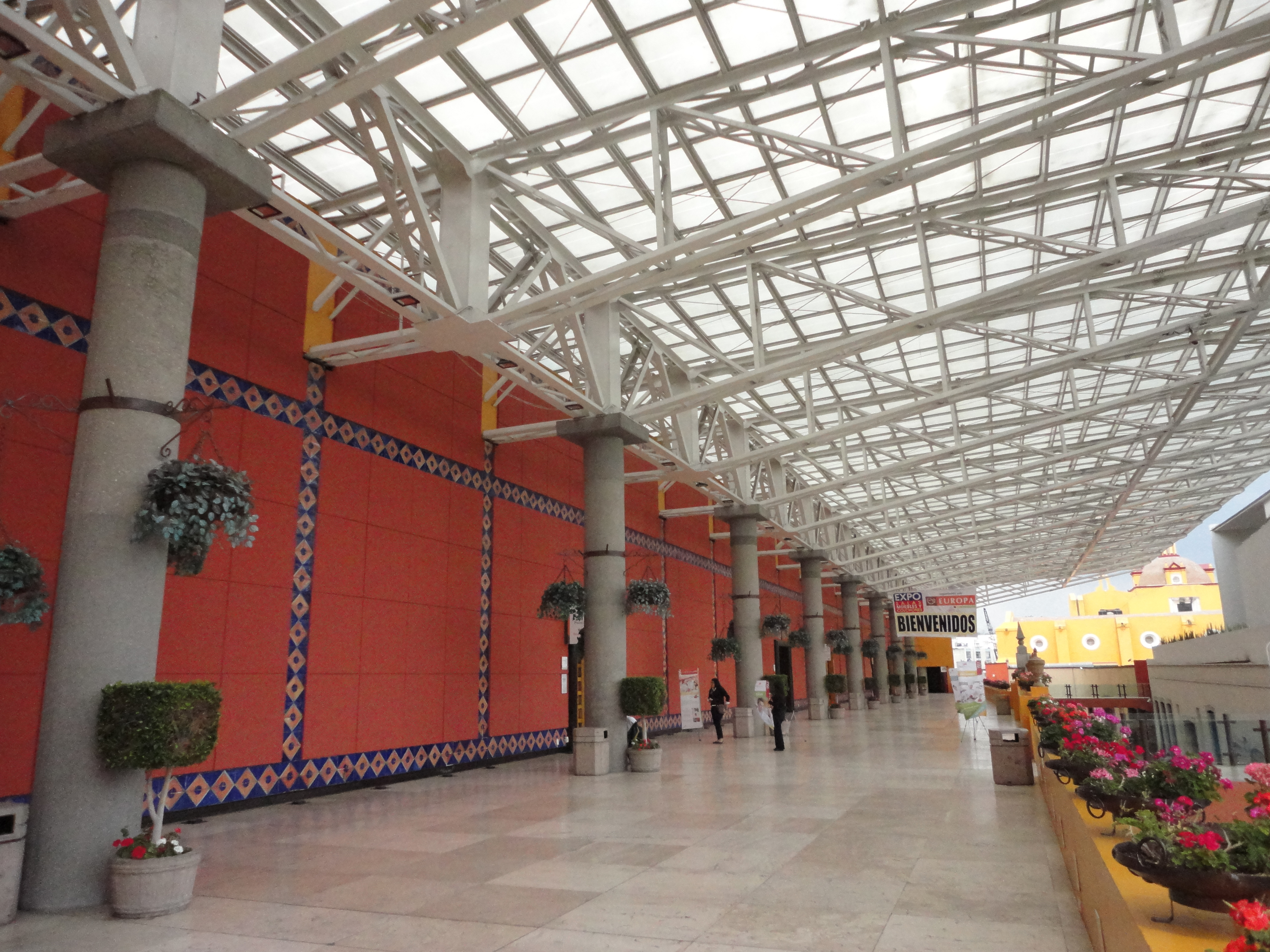
Entrada y pasillo del salón San Francisco

Cuenta con 12 salones para exposición: Analco, El Alto, La Constancia, La Cruz, La Esperanza, La Luz, La Oriental, La Pastora, La Violeta, San Francisco, Xonaca y Auditorio Angelopolis.
Los servicios que ofrece:
- Área total para exposición 6,566 m².
- 12 salones y 1 auditorio para congresos y convenciones con capacidad de 30 hasta 3500 personas.
- Áreas para instalación de oficinas, espacios operativos y de servicios.
- Enfermería.
- Protección Civil.
- Estacionamiento propio.
- Centro de negocios.
- Área para el ascenso y descenso para el circuito rotativo de autobuses.
- Sistema de comunicación, proyección, iluminación y sonido.
- Suministro de agua, gas, drenaje y aire acondicionado.
- Montacargas.
- Iluminación programable.
- Internet inalámbrico.
- Servicios de banquetes.
- Mobiliario.[3]

El Centro de Convenciones Puebla William O. Jenkins, junto con el Centro Expositor y de Convenciones de Puebla, son los dos recintos más importantes de la entidad para realizar y organizar eventos de gran magnitud.

## Galería de imágenes

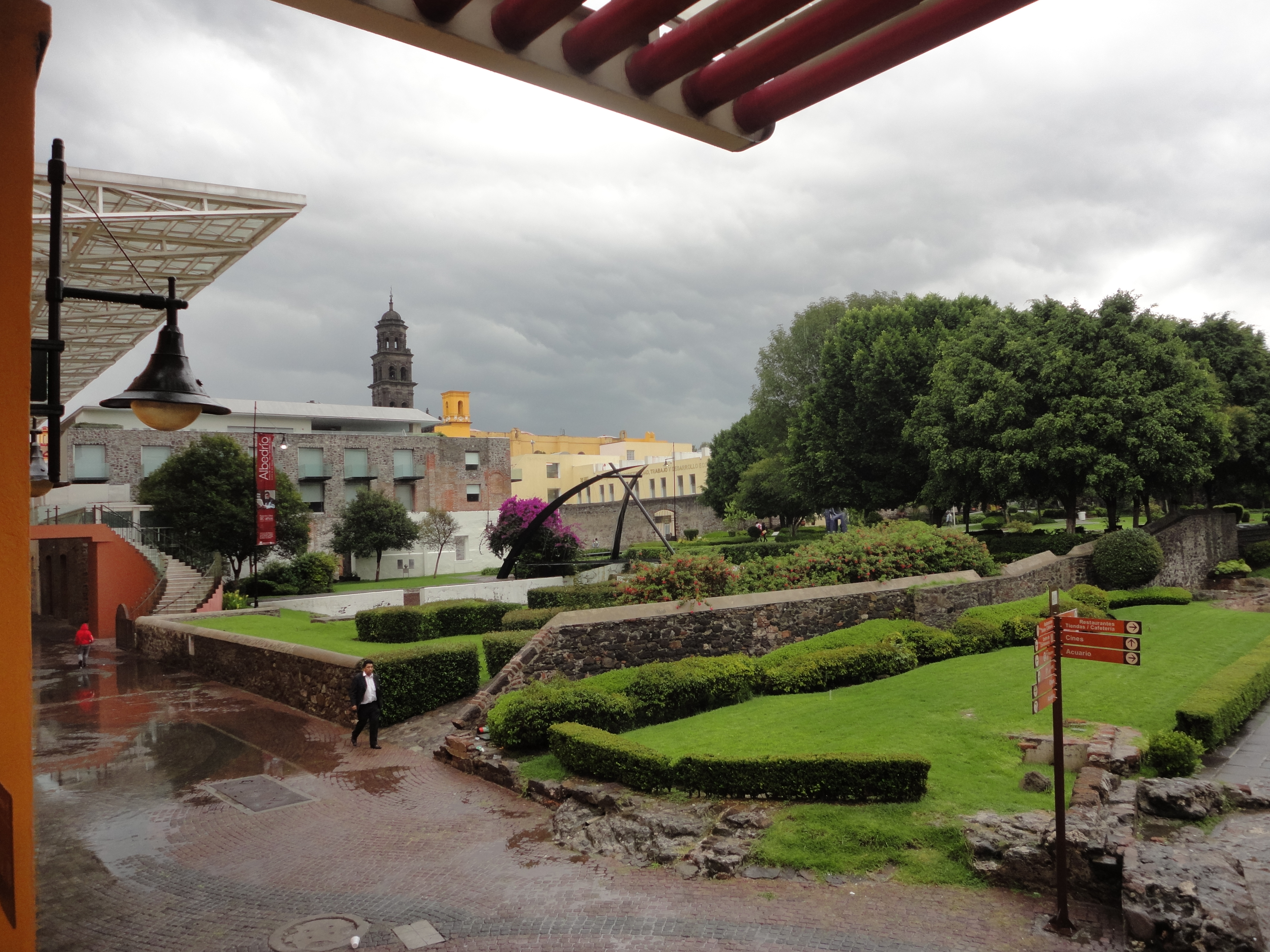
Jardín frente al centro de convenciones.
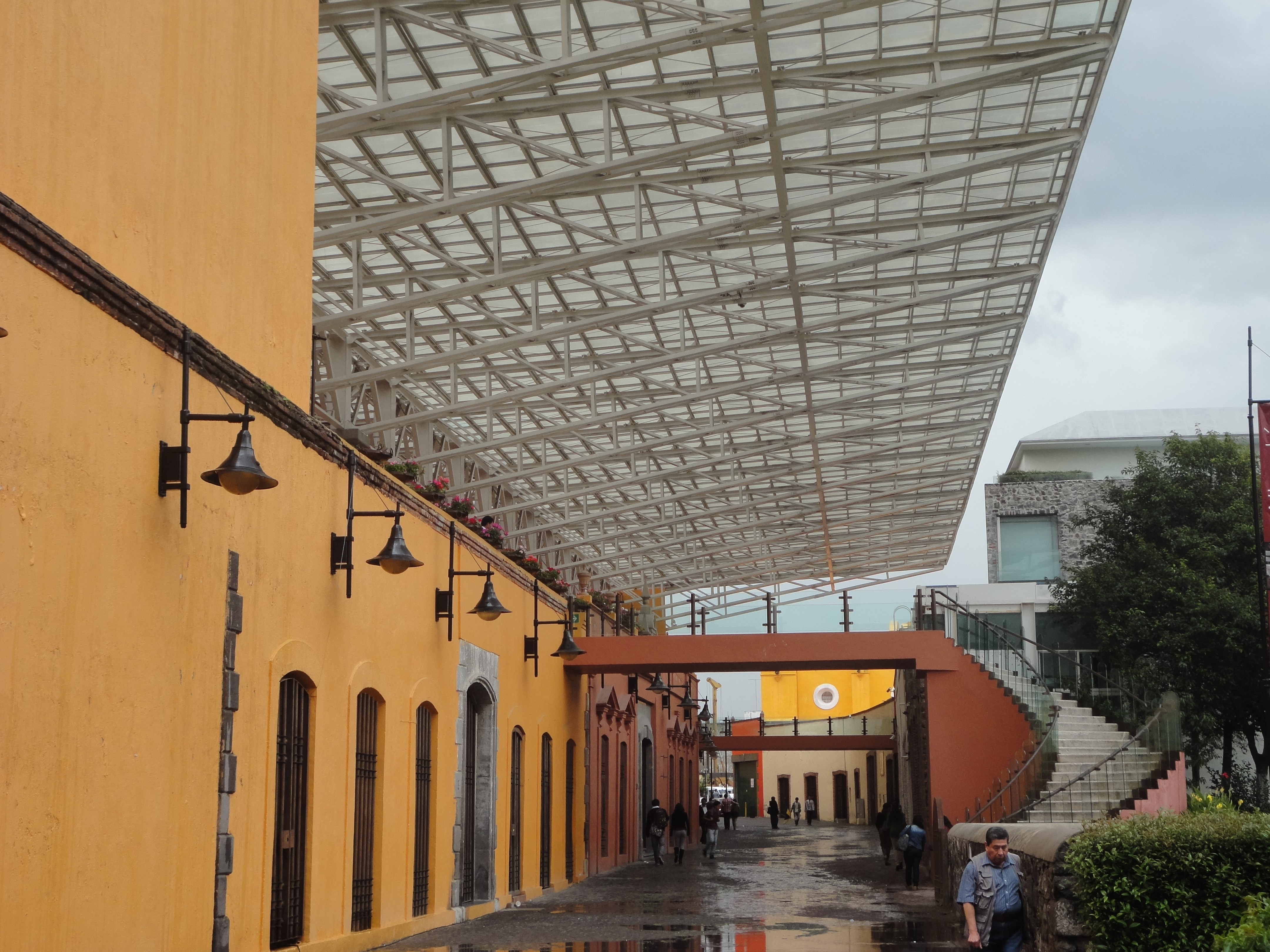
Detalle del techo y pasillo exterior.
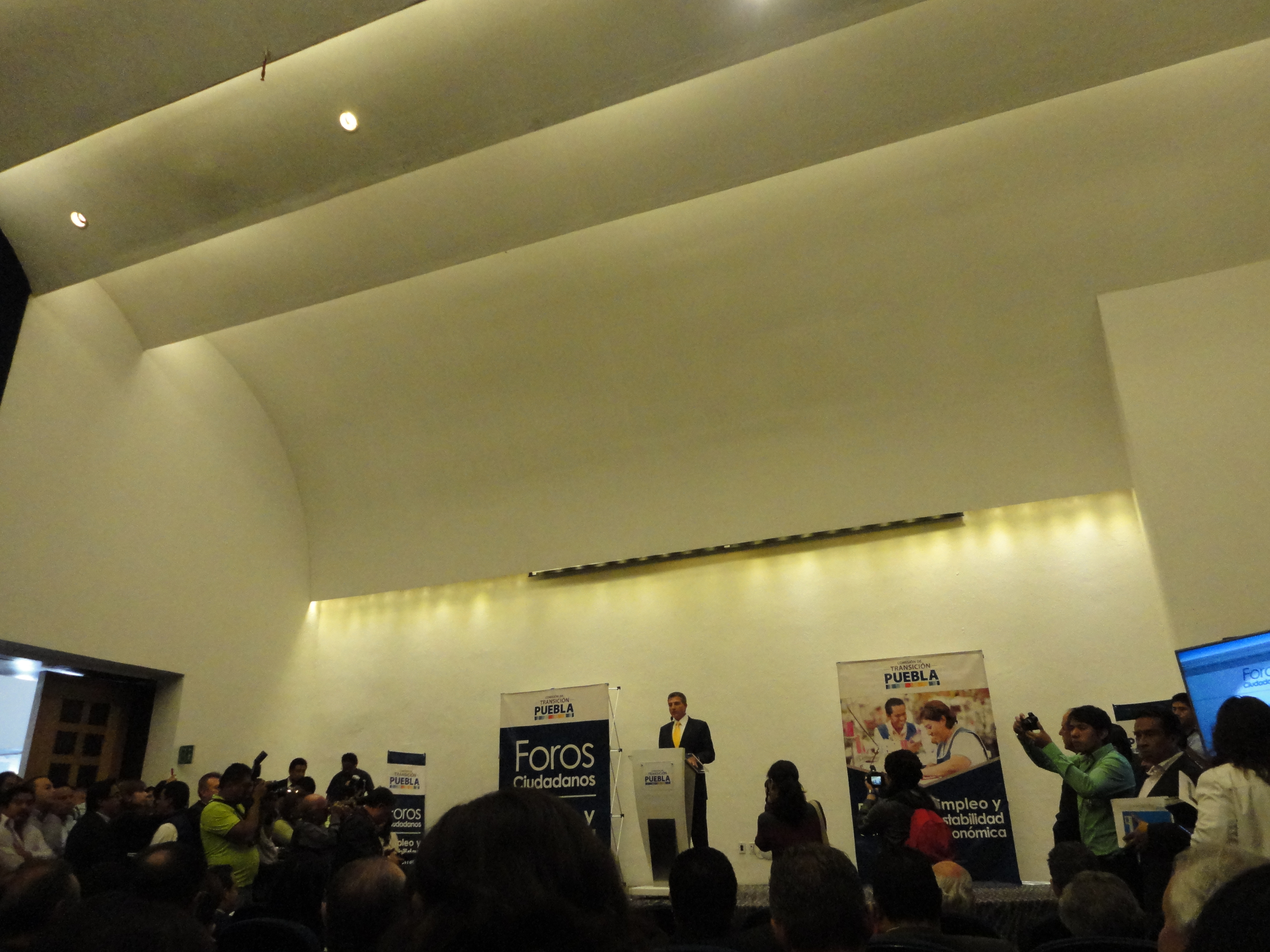
Vista del auditorio Angelópolis.
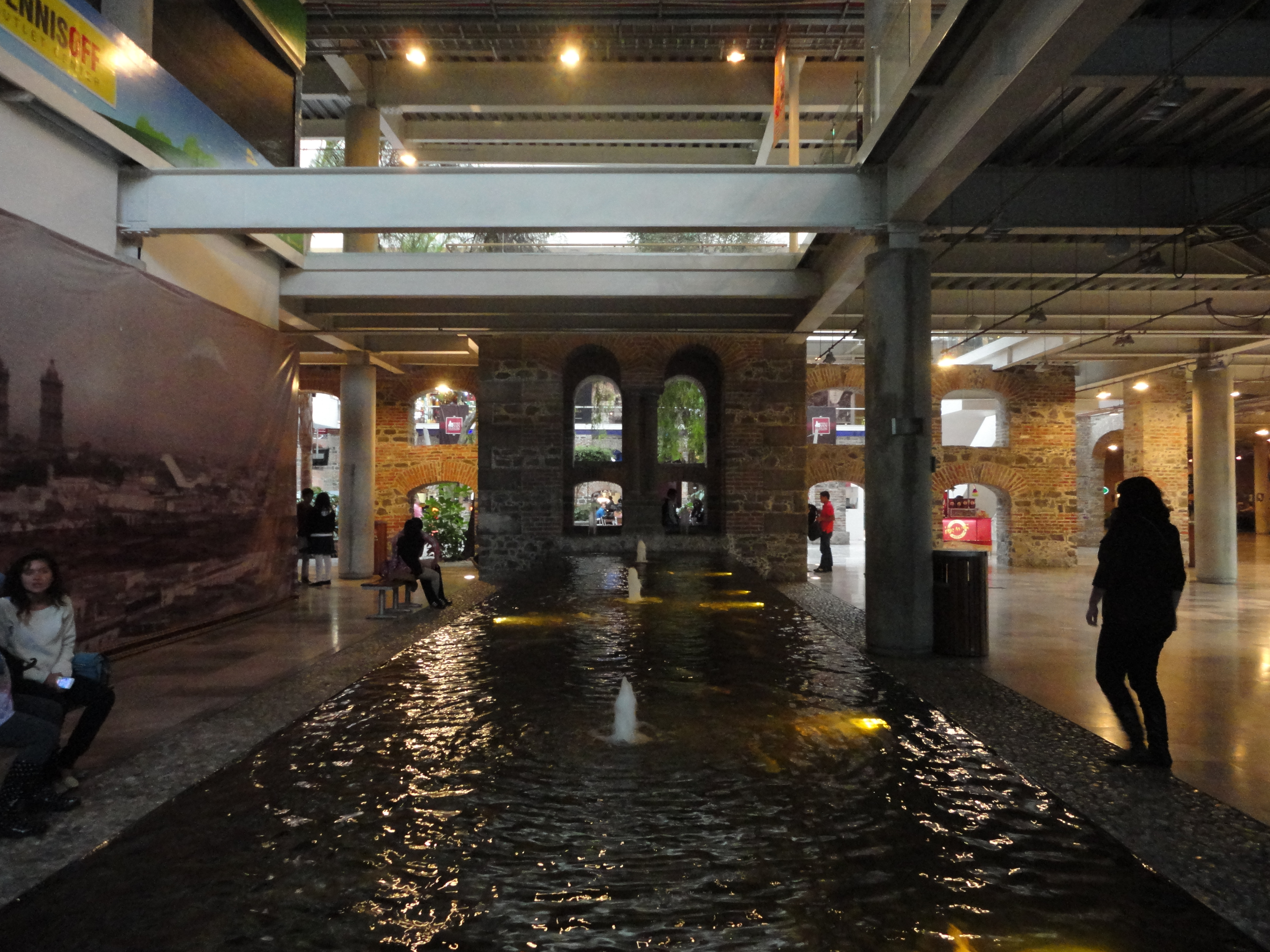
Fuente en el centro comercial Paseo San Francisco ubicado en el complejo del Centro de Convenciones.
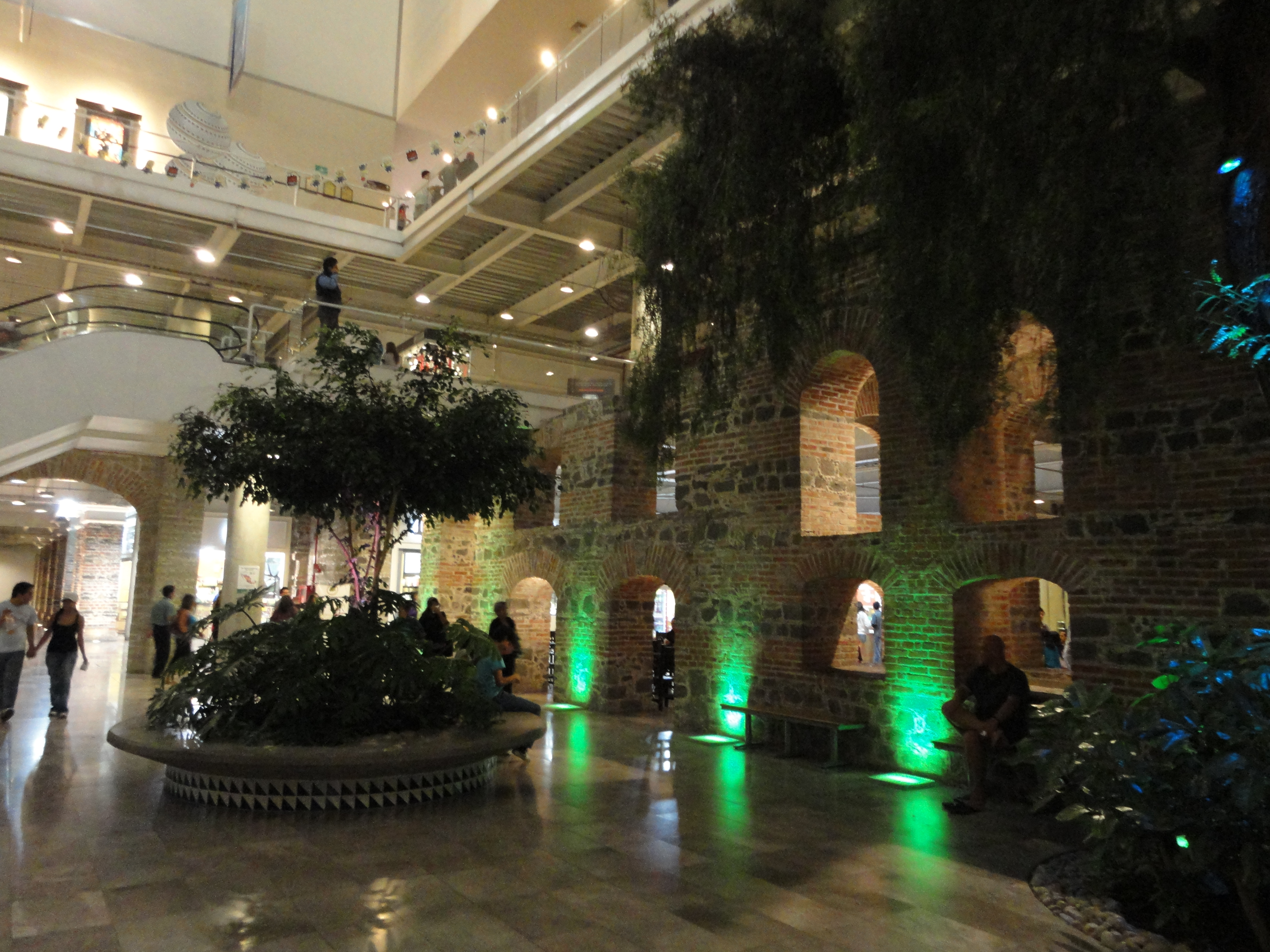
Otra vista del interior de Paseo San Francisco.
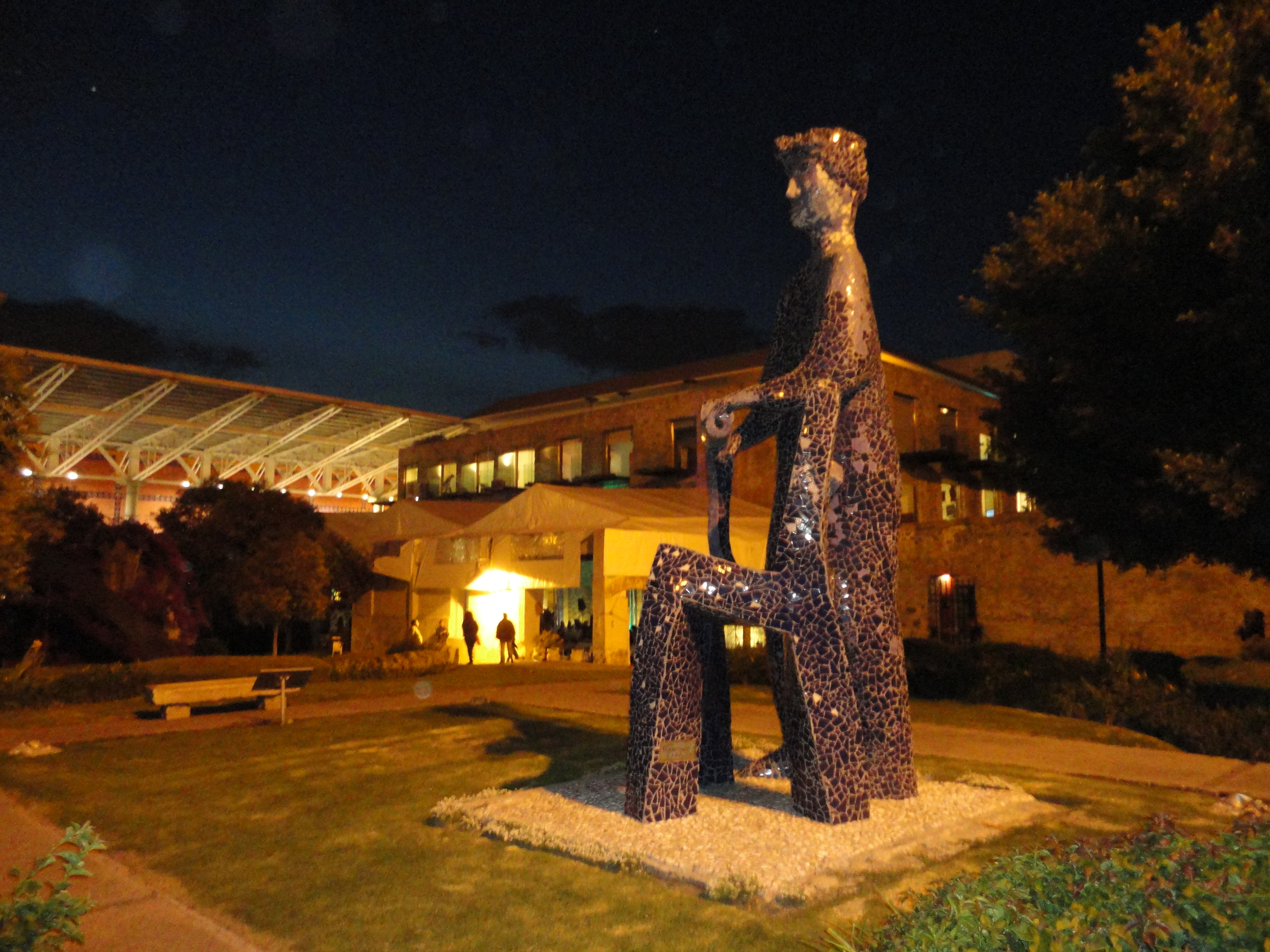
Escultura de talavera en el jardín.
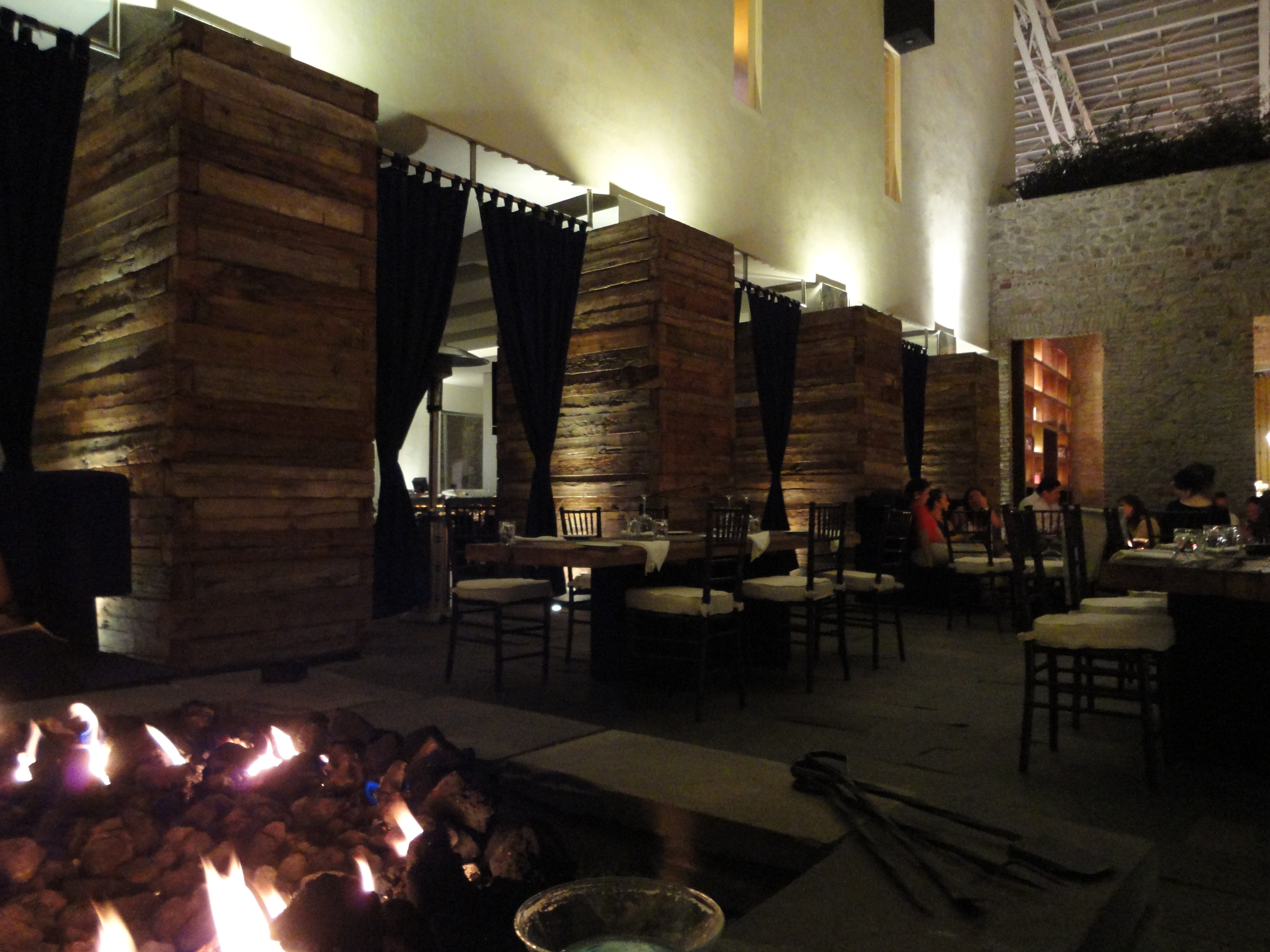
Restaurante del hotel La Purificadora anexo al complejo.
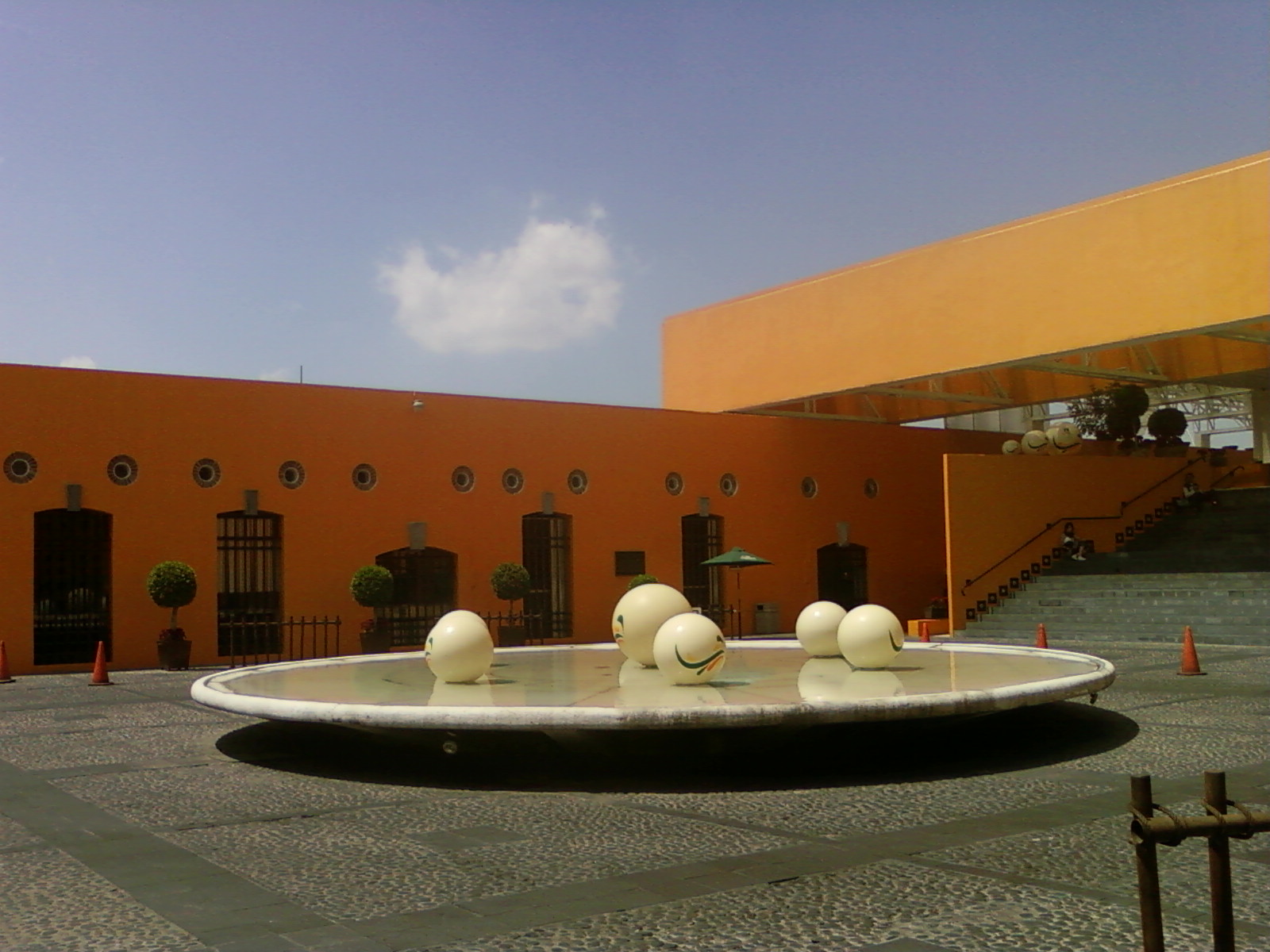
Otra toma de la entrada principal.
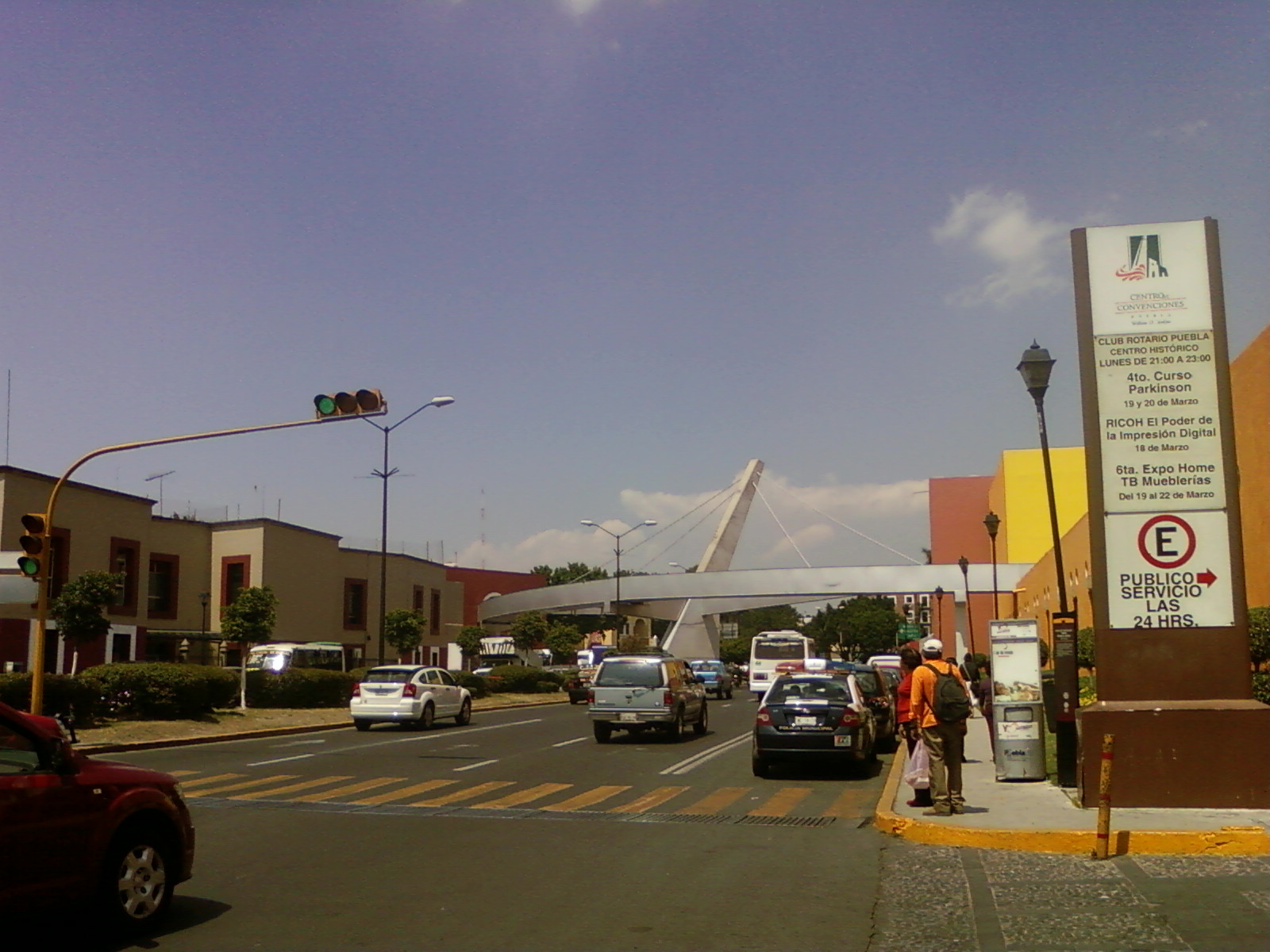
Vista del bulevar 5 de mayo y puente peatonal que conecta al complejo.